# Castagnac
Castagnac település Franciaországban, Haute-Garonne megyében. Lakosainak száma 326 fő (2022. január 1.). Castagnac Lézat-sur-Lèze, Saint-Ybars, Canens, Latrape és Massabrac községekkel határos.

## Népesség
A település népességének változása:
| Lakosok száma | 264  | 188  | 161  | 272  | 305  | 297  | 288  | 279  | 293  | 326  |
|               | 1968 | 1982 | 1990 | 2006 | 2013 | 2015 | 2017 | 2019 | 2020 | 2022 |